# Eddie Chamblee
Eddie Chamblee (1920-1999), de son vrai nom Edward Leon Chamblee, est un saxophoniste ténor et chef d’orchestre de rhythm and blues et de jazz américain, né à Atlanta, en Géorgie et mort à New York.

## Carrière
Né à Atlanta, Eddie Chamblee suit les cours de la Wendell Phillips High School, à Chicago, en même temps que Ruth Jones, qui sera connue plus tard sous le nom de Dinah Washington.
Après-guerre, il est un pilier des labels de rhythm and blues chicagoans, Miracle, Club 51, participant à des enregistrements, ou dirigeant son propre combo. Il fait aussi partie de l'orchestre de Sonny Thompson.
En 1955 Lionel Hampton l'engage dans son big band. Il est de la tournée en Europe en 1956, ce qui le fait connaître des amateurs de jazz du vieux continent.
Marié pour un temps avec Dinah Washington, il enregistre plusieurs disques avec elle à la fin des années 1950 pour EmArcy Records. Dans les années 1970 et 1980, il joue dans les big bands de Milt Buckner, de Hampton, à nouveau, et de Count Basie.

## Discographie

### Albums
- Chamblee Music, EmArcy, 1957
- Doodlin' , EmArcy, 1958